# 诺伯特·米勒
诺伯特·米勒（英語：Norbert Mueller，1906年2月14日—1956年7月6日），加拿大男子冰球运动员，场上位置是守门员。他曾代表加拿大参加1928年冬季奥林匹克运动会冰球比赛，获得一枚金牌。